# 抒情诗

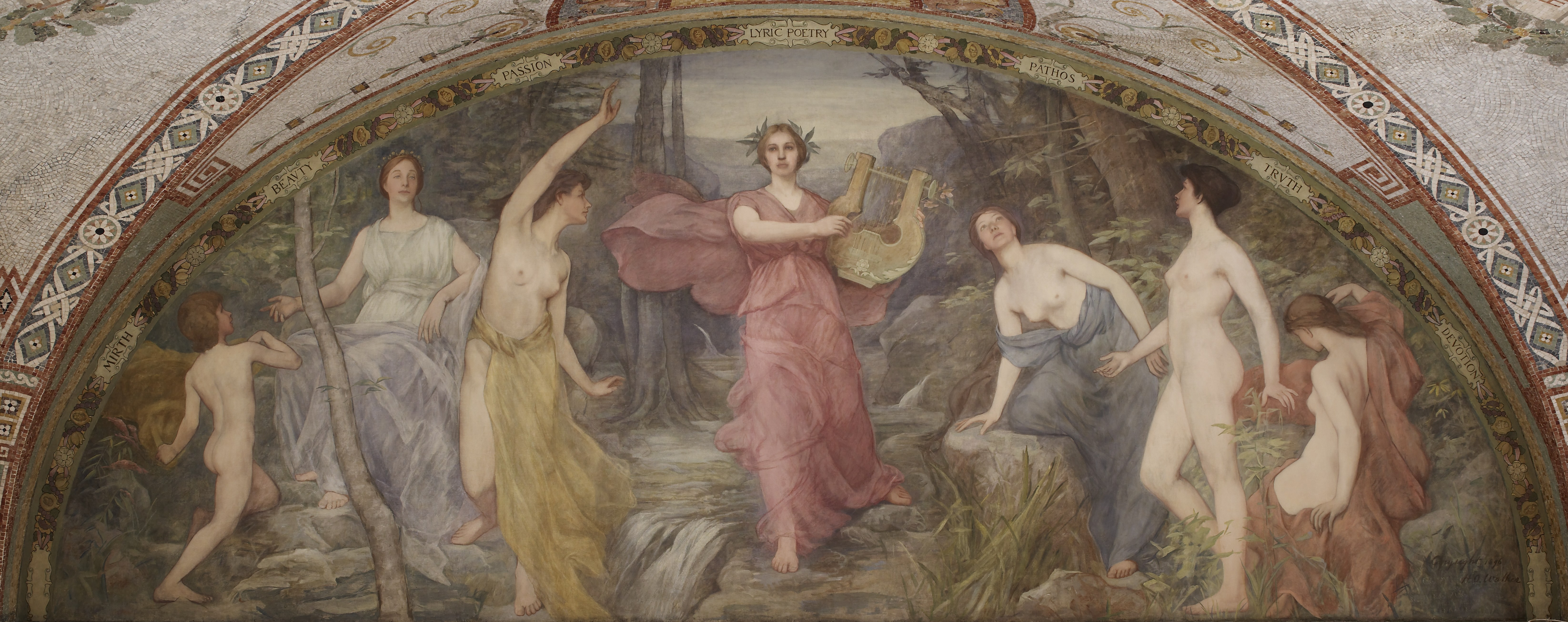
亨利·奥利弗·沃克的《抒情诗》 (1896)。现存于华盛顿特区國會圖書館

抒情诗是一种以艺术形象来反映生活，抒发诗人在生活中激发起来的思想感情的诗歌，有时直抒胸臆，有时含蓄。该种诗借景抒情，因此不会详写生活及事件的过程，一般無完整的故事情节，不具体描写人物和景物。与具有具体性、明确性的叙事诗相对，抒情诗具有含蓄性、主观性、个性化、诗意化等特征，有的还会体现时代特色。
这种诗歌讲究押韵，有的还设置节拍与音乐。抒情诗主要反映社会生活的精神方面，并在意识中对现实进行审美改造，以此达到心灵的自由。

## 种类

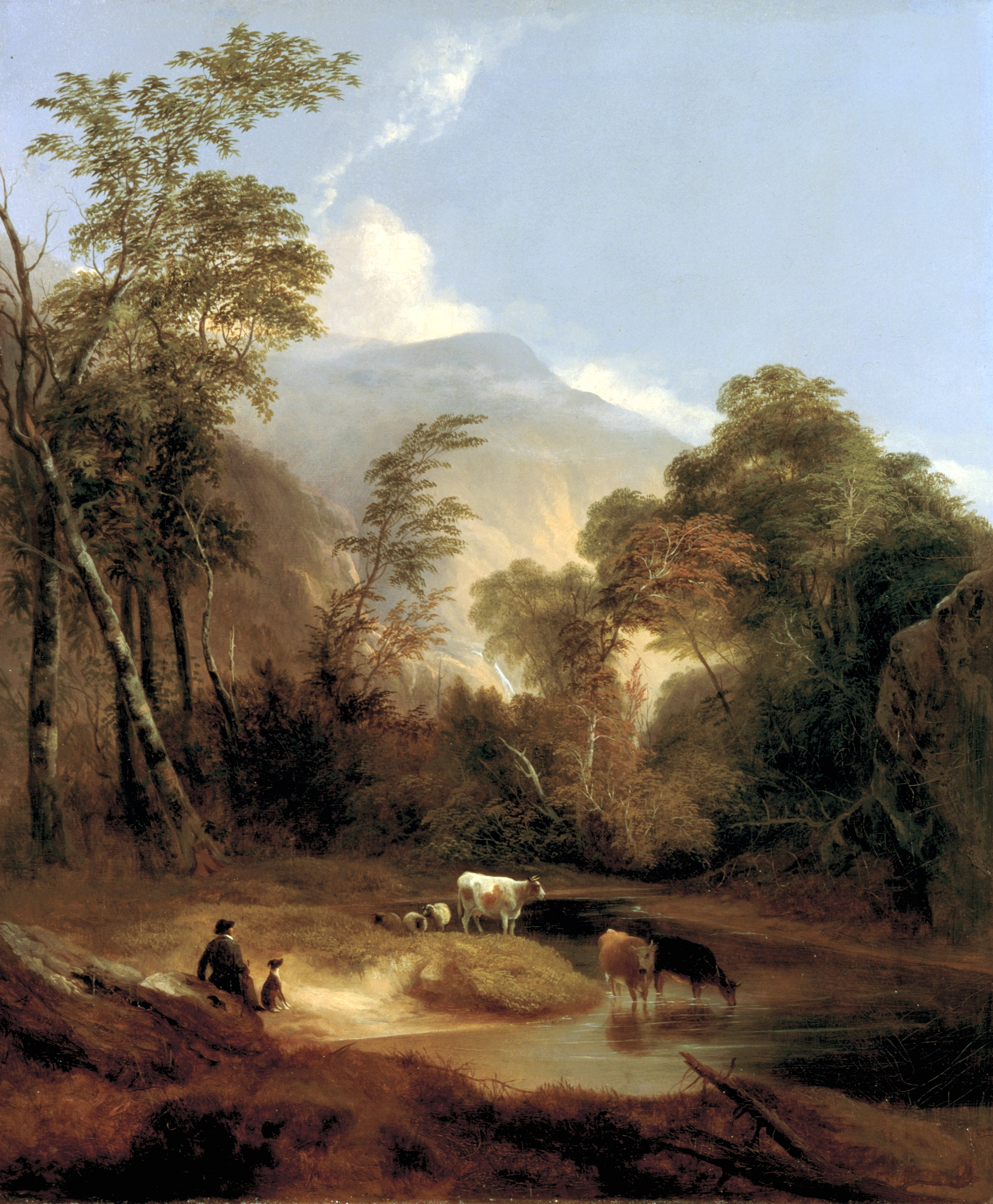
牧歌描绘田园风光。阿爾文費舍爾，田園景觀, 1854

抒情诗因其内容的不同，分为颂歌、挽歌、牧歌、情歌等等。

### 颂歌
颂歌是有颂扬意思的诗歌，该词源自希腊语，经过盎格鲁-撒克逊语演变而来，原和交互轮唱（antiphony）有相同意思。颂歌原来是聖公宗的宗教音乐；后来演变成为一群人的团体符号，如颂扬国家的歌曲，即为国歌。

### 挽歌
挽歌是写给死者的诗歌，反射某人之死或哀痛，由乐曲和歌词两部分组成。在西方，古希腊时期挽歌便产生，它的题材包括死亡、爱情与战争，也包括墓志铭与纪念诗句。在中国，春秋战国时期挽歌已经产生。汉魏以后，唱挽歌成为朝廷规定的丧葬礼俗之一。魏晋南北朝时，挽歌诗已成为一时之风尚。

### 牧歌
牧歌主题以浪漫为主，描绘一个理想化的牧人生活的方式，流行于游牧民族。牧歌有时描述的是一种田园风光，如伊甸园一般。在欧洲的古典文学中，牧歌呈现了牧羊人的生活形式，可能是在树荫下反复辩难，或倾诉恋情。

### 情歌
情歌词曲并茂，抒发真挚感人的爱情。在历代劳动人民的爱情生活中，占有十分重要的地位。情歌一般分为以下几类：倾诉互相爱恋之情和表明选择爱人标准的；抒发离别、想念之情的；表达誓不分离的坚贞爱情的；告诫和批评的怨情歌一类的偷情歌。

## 历史

### 汉字文化圈

#### 中国

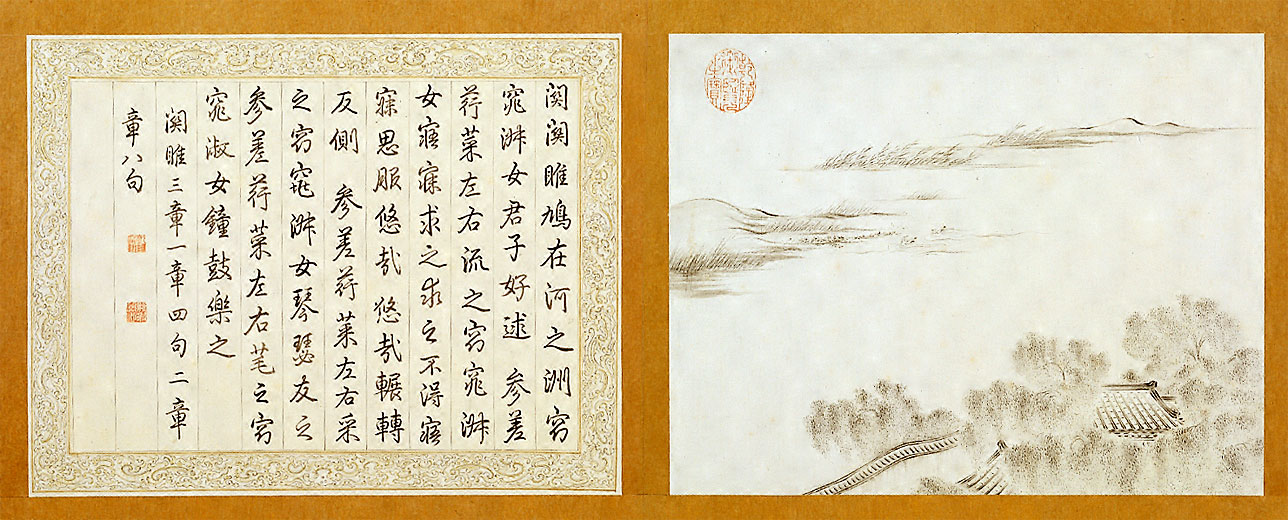
乾隆帝御筆寫本《御筆詩經圖》

中国抒情诗历史悠久，最早可上朔至先秦时期。此时期的诗歌由宗教颂赞祷祝诗演进到政治叙事诗，再演进到言志抒情诗。这些诗歌或追念先祖，或美刺时政，或吟咏性情。《诗经》是中国最早的抒情诗，其中《小雅》的大部分和《国风》的全部即为言志抒情诗。《诗经》虽有少数叙事的史诗，但主要是抒情言志之作，连《卫风·氓》这类偏于叙述的诗篇，其叙事也是为抒情服务。它开辟了抒情言志的道路，使中国古典诗歌从《诗经》、《离骚》到唐诗、宋词、元散曲绝大多数都以抒情为主要形式。

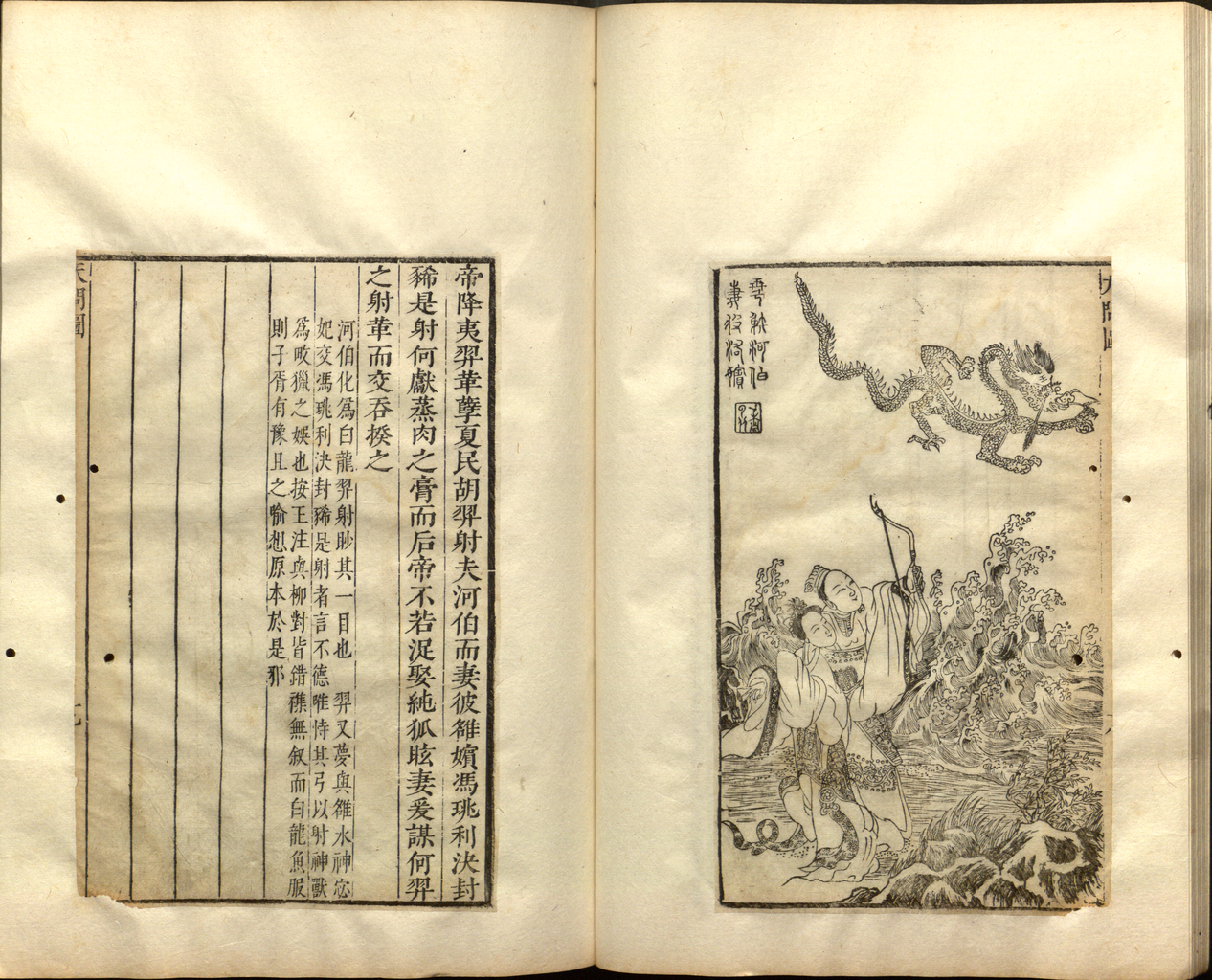
萧云从《萧尺木离骚图》

《诗经》之后，春秋末期又出现了《左传》，它大量记载了诸侯君臣赋诗言志的事例，以赋诗来评论抒情。战国中期成书的《庄子》内篇中的作品也以抒情诗般的寓言作结。战国时代的楚国，屈原作了《离骚》。它是带有自传性质的一首长篇抒情诗，表达自己将用生命来殉自己的“美政”理想。屈原还作了一组抒情诗歌《九章》 ，内容与《离骚》基本接近，主要是叙述身世和遭遇。屈原创立了楚辞，这种诗体通过抒情，突出表现浪漫的精神气质。屈原之后，宋玉是著名的楚辞作家。《九辩》为其代表作，主要抒发他因不同流俗而被排挤、流离失所的悲哀，批判楚国政治黑暗。它继承了《离骚》的抒情传统，把个人身世之悲与对国家命运的关怀联系在一起，形成悲愤深沉之风格特征。

1955年中國人民郵政發行的张衡紀念郵票

汉代文学发展多元化，司马迁继承屈原“发愤以抒情”的理论，把文学创作视为抒发抑郁之情的一种方式。《史记》及许多抒情赋表现了历史发展必然性和个人命运偶然性两者的关系。而张衡的《归田赋》突破旧的传统，开创了抒情小赋的先河。西汉涌现了许多抒情赋，如贾谊的《吊屈原赋》，司马相如的《长门赋》，司马迁的《悲士不遇赋》，扬雄的《逐贫赋》等。东汉抒情赋进一步发展，主要有纪行赋和述志赋两类。纪行赋以纪行为线索，兼有抒情述怀，写景叙事。述志赋是指赋家在社会动乱中用以宣寄情志的作品。楚辞体作品的创作在汉代没有新的发展，它们重在咏物抒情，而且抒发的多是抑郁之情；而汉代形成的新体赋主要用于正面的赞颂讽谕。在发展过程中，楚辞类作品逐渐与新体赋合流，总称为辞赋，楚辞类作品称为骚体赋，有时也以赋命名。在汉代，先秦的四言诗不再居于主导地位，并产生了五言诗这一新诗歌样式，其中，《古诗十九首》是五言抒情诗的典范。乐府诗虽以叙事诗为主，但亦有很强的抒情力度。
魏晋南北朝时，抒情诗服务于政治教化的要求减弱了，变成抒发个人的生活体验和情感。此时期涌现了大批抒情诗人，如曹植、王粲、刘桢、阮籍、陆机、左思、陶渊明、谢灵运、鲍照、谢朓、庾信，他们虽然选取题材不同、风格不同，但都走个人抒情道路， 创作也都是个人行为。其中也有些政治抒情诗，但只是抒写政治生活中的愤懑不平，并不带有政治教化之目的。南朝的民歌清丽缠绵，反映了人民真挚纯洁的爱情生活，代表作有抒情长诗《西洲曲》。

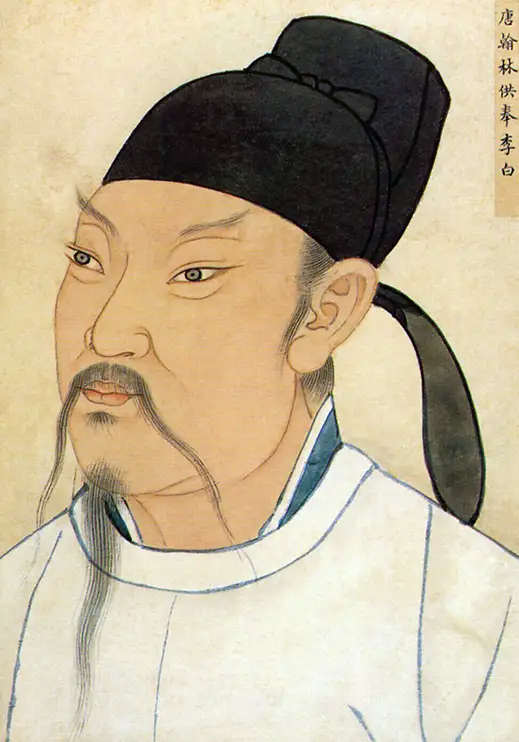
李白画像

初唐时期，抒情诗人有“初唐四杰”，即王勃、杨炯、卢照邻和骆宾王。其作品通过抒情诗，抒发一种慷慨悲凉的感人力量。同时期，伴随着当时胡乐传入，燕乐大盛，一种抒情诗体，词，也逐渐脱离传统的五言古诗、七言古诗，成为一门独立的诗歌艺术。唐开元、天宝年间，经济繁荣，国力强盛，该时期抒情诗作品韵律与抒情相辅相成，成为盛唐诗风形成的标志。李白是该时期重要的抒情诗人，其创作带有强烈主观色彩，主要表现为侧重抒写豪迈气概与激昂情怀，较少对客观物象和具体事件做出细致描述。而杜甫的诗歌，虽大部分为客观真实的叙述，但也融入强烈的抒情。贞元、元和年间，韩孟诗派形成，他们的诗歌主张“不平则鸣”侧重于诗歌的抒情功能。韩愈诗风向怪奇一路发展，孟郊的作品写事抒情真切感人。该时期，伴随着传奇小说的发展，诗坛也出现了一些带有故事性、抒情性的长篇叙事诗。如元稹的《琵琶歌》、《连昌宫词》，李绅的《悲善才》，刘禹锡的《泰娘歌》，及白居易的《长恨歌》、《琵琶行》等等。晚唐时期，唐帝国出现明显的衰败倾覆之势。杜牧的诗歌抒情怀古，温庭筠诗歌属抒情寄愤、感慨深切之作。韦庄的抒情诗中，伤时之作占很大比重。李商隐的抒情诗情调幽美，是晚唐的代表诗人。五代十国时期，南唐后主李煜亦是一名抒情诗人。

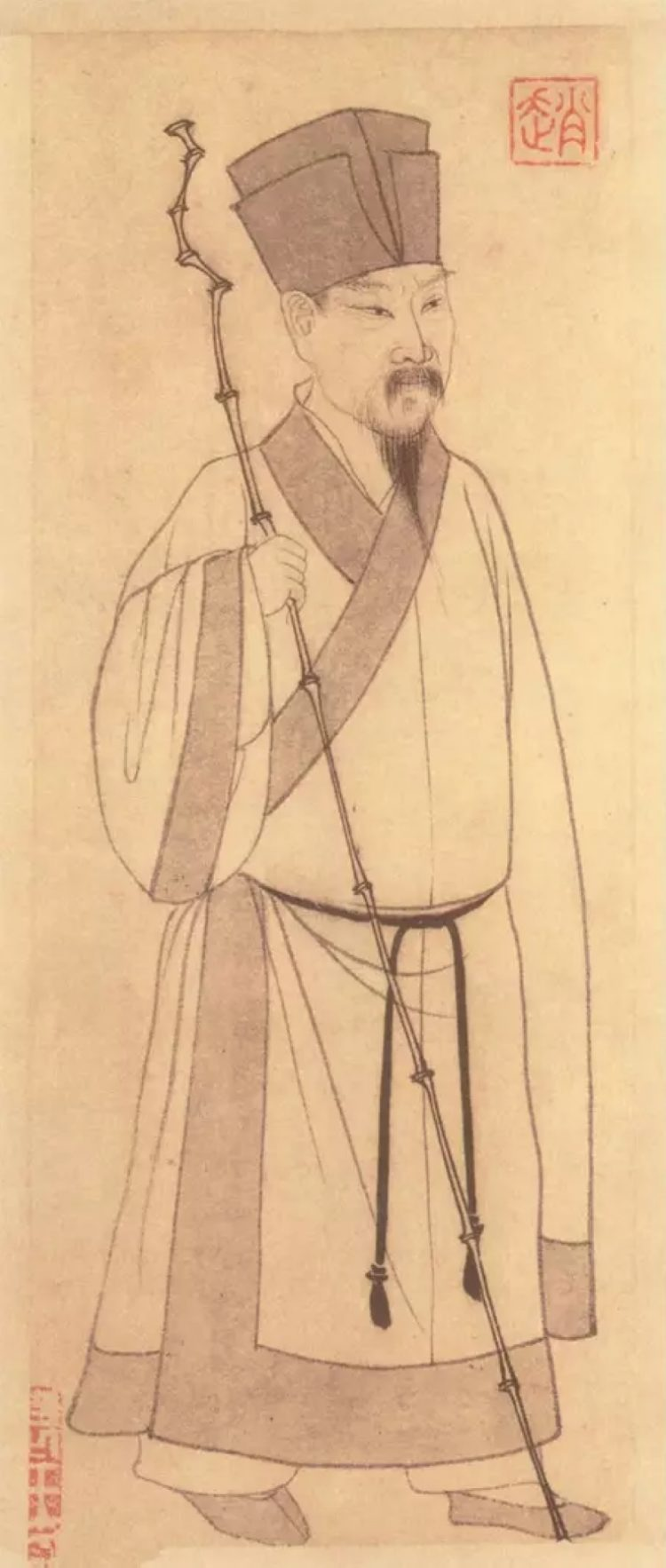
元赵孟頫绘苏轼像

在宋代，词这种新的抒情诗体达到了巅峰状态。词在晚唐五代尚被视为小道，直到宋代才逐渐和五七言诗相提并论。晚唐五代词，大多是风格柔婉的艳词，宋代词人继承并改造了这个传统，创作出大量的抒情意味更浓的美丽动人的爱情词，弥补了古代诗歌爱情题材的不足。宋时的抒情词人有柳永、晏殊、欧阳修与苏轼。柳永词抒情中含有叙事与隐约的情节性。晏殊绝大部分作品之内容是抒写男女之间的相思爱恋和离愁别恨。欧阳修扩大了词的抒情功能，沿着李煜词所开辟的方向，进一步地通过词抒发自我的人生感受，并改变词的审美趣味，朝通俗化的方向开拓，这对后来苏轼用联章组词方式来抒情纪事很有影响。而苏轼则向着抒情自我化的方向而进一步开拓。但同时期，一些诗文过多的议论削弱了诗歌的抒情功能。从宋初到北宋中叶，宋人对唐诗主要是学习和模仿，后来则努力摆脱唐诗的藩篱。宋诗的选材角度趋向世俗化，所以宋诗所展示的抒情主人公形象，更多的是普通人，而不再是盖世英雄或绝俗高士。王安石写了许多抒情诗，其中颇有思亲怀友的名作，如《思王逢原》与《示长安君》等，此外还有许多写景抒情的绝句。
在元代，抒情性文学发展不及叙事性文学，抒情性文学的代表作是散曲。散曲作为继诗、词之后出现的新诗体，句式更加灵活，语言以俗为尚，并更口语化、散文化，且不及诗、词含蓄。元时散曲作家有关汉卿与马致远。关汉卿作品在抒情中蕴含着鲜明的动作性，切合特定的戏剧情境。这个时期始，中国诗歌的黄金时期逐渐过去，抒情性文学创作逐渐转移到戏曲、小说等其他形式。
20世纪前半叶，随着《新青年》刊出胡适的《白话诗八首》，新诗诞生，中国诗歌逐渐由古文转向白话文。1921年7月，郭沫若等人成立创造社，前期的创造社就具有唯美抒情倾向。中国新诗的代表诗人艾青、冯至、穆旦等都是优秀的抒情诗人。

#### 日本

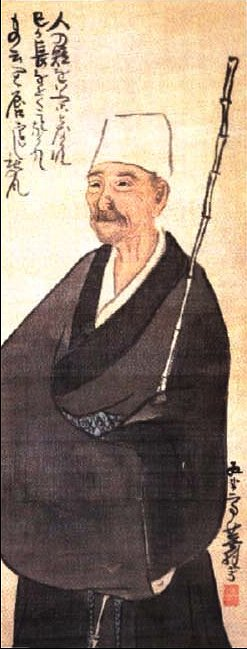
与謝蕪村描绘的松尾芭蕉像

日本的俳句注重押韵，由短句构成，内容以抒情为主。17世纪日本俳谐曾一度中落，至18世纪下半叶，与谢芜村号召“回到芭蕉去”，再度呈现繁荣景象。
和歌是日本的一种诗歌体。万叶世纪时，和歌开始与本土民谣分离，向抒情诗发展。著名的和歌作品集有《万叶集》与《古今和歌集》等。《万叶集》是现存最早的日语诗歌总集，收录由四世纪至八世纪4500多首长歌、短歌，共计二十卷，按内容分为杂歌、相闻、挽歌等。本集中所收录的歌，主要由柿本人麻吕、山部赤人、山上忆良、大伴旅人、大伴家持等著名歌人所作。《古今和歌集》又简称为《古今集》，是日本最早的敕撰和歌集，由醍醐天皇下令，以纪贯之为首的宫廷诗人于公元914年左右编成，共收和歌一千余首，多为短歌。
日本著名的抒情诗人有17世纪的松尾芭蕉，18世纪的小林一茶，19世纪的種田山頭火、正冈子规和石川啄木等。19世纪浪漫主义诗人、评论家北村透谷晚年所创作的抒情诗格调清新，形象优美，流露出一个觉醒者、反抗者的孤独、寂寞之情。青年女作家樋口一叶感情真挚、文笔清秀纤细，作品散发着浓郁的抒情气息，她是近代日本文学中独具特色的作家。島崎藤村早期作品中也充满了浪漫主义的抒情格调。

#### 朝鲜
朝鲜的抒情诗可以上溯到高句丽、新罗、百济建国以前。此时期著名抒情诗有《箜篌引》，它相传是一个名叫丽玉的朝鲜妇女谱上箜篌曲调咏唱的抒情诗歌。在朝鲜三国时代，文学作品有的用乡扎标记法、有的直接运用汉文创作。其中，朝鲜流传至今最古老的汉文诗，高句丽琉璃王的四言诗《黄鸟歌》就是一首抒情诗。新罗时期，新罗歌谣在公元八至九世纪已至全盛，这是一种采用乡扎标记法的朝鲜语抒情诗。李氏朝鲜时期，诗人用汉文和中国古典诗歌形式创作，从中国古典诗歌传统中汲取营养。此时期著名抒情诗人有高敬命。

### 西亚与南亚
西亚、南亚地区有三种具有世界影响的抒情诗，即古代希伯来抒情诗、中古阿拉伯和波斯抒情诗、印度抒情诗。这三种抒情诗都根植于宗教文化，所以往往具有浓烈的宗教情感，题材也大多为宗教性的或与宗教有关。

#### 希伯来

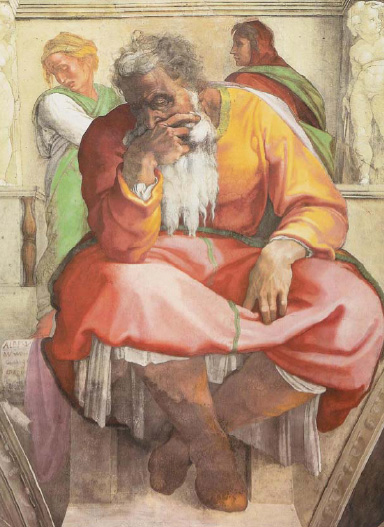
米開蘭基羅於西斯廷礼拜堂天花板上畫的耶利米畫像

自从犹太人作了“巴比伦之囚”以后的五百年中，希伯来人挣扎在存亡线上，曾经历迁徙、逃出埃及和长期内战，更不断受到四周强国的入侵，多次覆亡；
但这五百年恰恰是他们文化史上重要的时期，在此时期出现许多优秀的抒情诗，其诗的主要题材为宗教。基督教徒选编的《旧约》中就收录了希伯来语写的《诗篇》等抒情诗集。除此之外，《耶利米哀歌》与《所罗门雅歌》这两卷动人的抒情诗也值得注意。《耶利米哀歌》由先知诗人耶利米所作，《所罗门雅歌》是精选的抒情牧歌集。希伯来抒情诗抒发出的情感的主要特点为悲哀沉痛而又异常激烈，这也与希伯来人坎坷的历史有关。

#### 阿拉伯
在阿拉伯的蒙昧时代便出现了大量的抒情诗，乌姆鲁勒·盖斯是此时期著名抒情诗人。阿拔斯王朝时，艾布·塔依布·穆太奈比的抒情颂诗便以气势豪迈，意境深远著称。
十九世纪的迈哈穆德·萨米·巴鲁迪是埃及近代著名诗人，近代阿拉伯诗歌复兴运动的先锋。在阿拉比革命之前，他的抒情诗作品有爱情诗、吟酒诗、写景诗，反映了生活中的嬉戏和欢乐，描摹了埃及的景色和埃及土地上的草木鸟虫。
二十世纪，“旅美派”诗人给阿拉伯文学带来重大影响，突尼斯青年诗人艾布·卡西姆·沙比的作品摆脱了阿拉伯传统诗的主题，大多为牧歌式的抒情诗，洋溢着热爱自由、追求解放的感情。同时在诗的韵律方面给人以清新、简明、流畅之感。

#### 伊朗

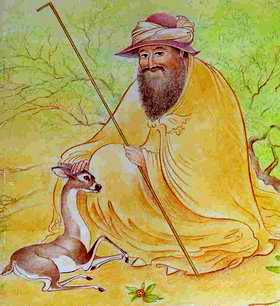
波斯抒情诗人哈菲兹

伊朗文学史上第一位著名诗人是鲁达吉，善于从民间创作中汲取营养，创作出多种体裁的波斯诗歌，其中就有抒情诗。在波斯语中，一种叫加扎勒的对句起源于十世纪，仅由一个韻文与副歌的抒情诗句组成，中心主题是爱。部分加扎勒诗人有哈菲兹与欧玛尔·海亚姆等等。从十一世纪初开始，伊朗的诗歌创作中心自东向西转移。十一世纪以后霍拉桑地区的诗文化创作相应地衰落，代之而起的首先是阿塞拜疆，继之是伊斯法罕和法尔斯。这一时期，西南地区产生的许多诗人的杰出代表是内扎米·甘贾维，他早年的抒情诗很为宫廷人士赞赏。此时期的抒情诗人还有哈珠·克尔曼尼，他与哈菲兹是同时代人并有所交往。此外还有十三世纪诗人莫拉维与十五世纪诗人贾米。
1905年至1911年，伊朗爆发了席卷全国的立宪运动，革命形势高涨促进了文学创作，颂诗和抒情诗方面有所创新。此时期著名伊朗抒情诗人为密尔扎·穆罕默德·塔吉·巴哈尔。

#### 印度
公元一世纪到十二世纪是印度的古典文学时代，在此时期，包括抒情诗在内的各种文体得到了独立的发展。著名的抒情诗有署名伐致呵利的《三百咏》、胜天的《牧童歌》。戏剧中也渗透着抒情的内容。迦梨陀娑是印度古代最著名的诗人和戏剧家，他的代表作中就有有抒情长诗《云使》。自迦梨陀娑之后，抒情诗方面虽然也有一些作家和作品，但优秀的作品不多，开始走向衰亡。在十五世纪中叶去世的维德亚伯蒂，十六世纪的加耶西，以及生活在十五世纪七、八十年代至十六世纪八、九十年代之间的某一段时期的苏尔达斯，是有名的印度抒情诗人。
在印度教中，拜赞歌与科尔坦是其祷告歌。拜赞歌通过简短的抒情诗表达对神的爱。
近代印度中，抒情诗人勃拉志纳拉扬·恰克巴斯特的诗集《祖国的早晨》，用民族的传统形式表现了现实斗争的内容。诗人用口语写作，在民间大受欢迎。二十世纪印度著名抒情诗人还有罗宾德拉纳特·泰戈尔。泰戈尔是印度的“诗圣”,同时也是位抒情诗人。其第一首长诗《诗人的故事》（1877年）和稍后的诗集《黄昏之歌》（1882年）及《晨歌》（1883年）就表达了诗人“自由的，不受拘束的思想”，抒发了青春的欢乐，描绘了大自然绚丽的风光。1912年，威廉·巴特勒·叶芝与泰戈尔相遇，前者称赞泰戈尔的诗，并将泰戈尔的作品与遊吟詩人的诗相比。二十世纪二十年代开始，泰戈尔访问苏联以后，又写了许多政治抒情诗。他的诗继承了印度古代梵文和孟加拉民族诗歌的传统，采用了生动流利的音乐性较强的孟加拉口语，抒情味浓，韵律优美，节奏新奇。第二次世界大战中，印度抒情诗不再充满单纯的抒情情调，而是充满了政治元素。

### 欧美

#### 古典时期

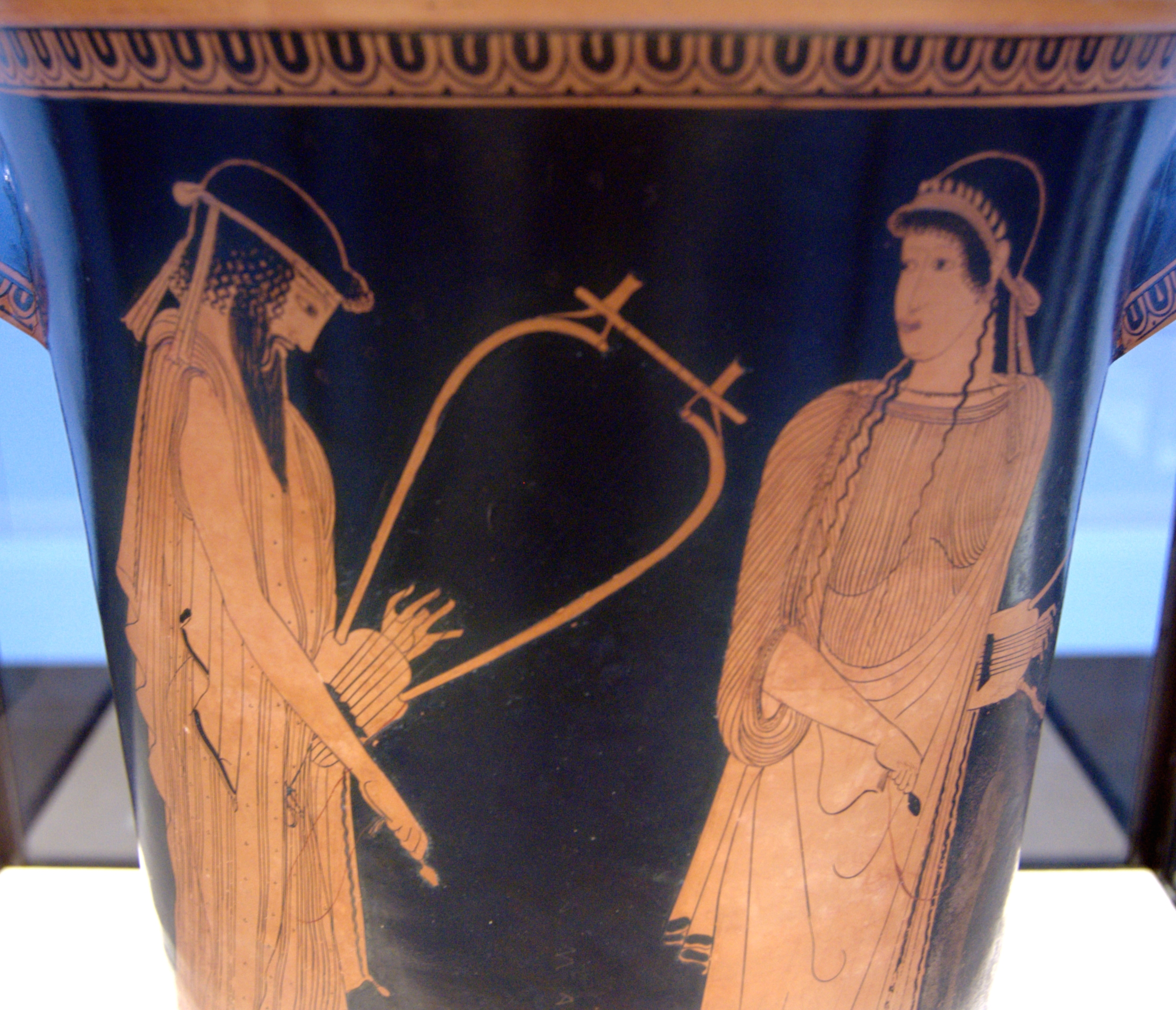
阿提卡的卡拉索斯陶器上的古希腊抒情诗人阿尔卡埃乌斯和莎孚的图案。陶器制作于约公元前470年，现存于德国巴伐利亚州慕尼黑的州立文物博物馆。

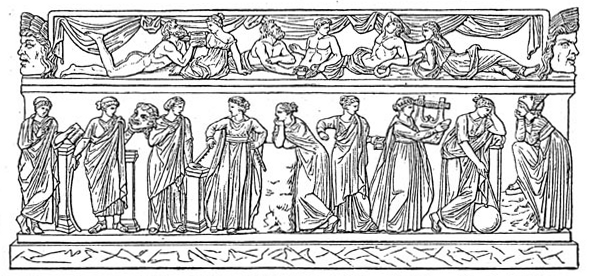
古希腊九位抒情诗人

在古希腊，抒情诗的含义是伴随着里拉琴或其他弦乐器（如巴尔比通）的声音的诗。
古希腊抒情诗从主题上大致可分为神话、战争、爱情、哲理四个方面，并且每一个方面都与时代氛围、文化背景有密切的联系。爱情主题是古希腊抒情诗的核心内容。
抒情诗人区别于戏剧作家（虽然雅典戏剧包括合唱颂歌，抒情诗的形式），创作扬抑格诗句的作家和抑扬格派作家，挽歌作家与史诗作家。亚历山大的学者们按照诗歌的韵律对诗人们进行了分类，他们归纳出值得重点研究的古希腊九位抒情诗人，即：
| 人名         | 诗歌体 | 时间        | 地点           |
| ------------ | ------ | ----------- | -------------- |
| 阿尔克曼     | 合唱体 | 公元前7世纪 | 斯巴达         |
| 莎孚         | 独唱体 | 公元前7世纪 | 莱斯博斯岛     |
| 阿尔卡埃乌斯 | 独唱体 | 公元前7世纪 | 莱斯博斯岛     |
| 阿那克里翁   | 独唱体 | 公元前6世纪 | 忒欧斯         |
| 斯特西克鲁斯 | 合唱体 | 公元前6世纪 | 希梅拉         |
| 伊比库斯     | 合唱体 | 公元前6世纪 | 雷焦卡拉布里亚 |
| 西莫尼德斯   | 合唱体 | 公元前6世纪 | 凱阿島         |
| 品达         | 合唱体 | 公元前5世纪 | 底比斯         |
| 巴库利德斯   | 合唱体 | 公元前5世纪 | 凱阿島         |

一些诗人，如品达，确立了奥德的格律形式，分为三个部分：正旋舞歌、回舞歌和长短句交替。
古罗马的抒情诗人有卡图卢斯与贺拉斯等等。古罗马的抒情诗不同于古希腊抒情诗，只能读或背诵，而不能唱，诗词由拉丁文组成。卡图卢斯属于新诗人派，受希腊化时代的诗句影响，唾弃史诗并追随卡利马科斯的领导。卡图卢斯诗歌的格律代替了其他简短优雅的诗歌格律。罗马人还喜欢提布鲁斯、普罗佩提乌斯和奧維德的挽歌，这些诗歌专注于诗意的个人情感的表达。这类诗歌是中世纪及文艺复兴时期浪漫抒情诗和现代抒情诗的祖先。

#### 中世纪与文艺复兴

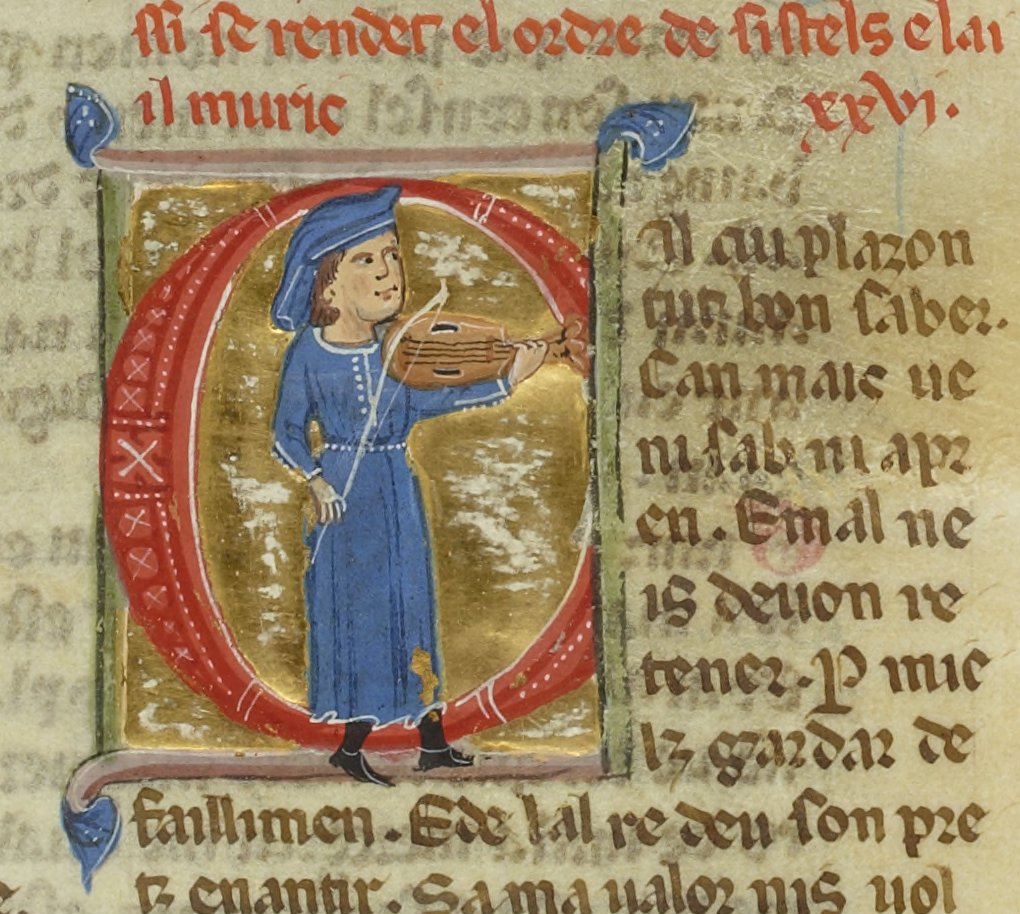
遊吟詩人佩迪贡正在演奏小提琴

中世纪与文艺复兴时期的抒情诗可以配乐，诗歌没有特定的主题与具体的结构。这个时期的抒情诗先驱是宫廷诗人，他们的创作内容以宫廷爱情为主，而不同于古典时期的抒情诗。
公元11世纪末，遊吟詩人出现。他们创作、表演歌曲，并周游往来欧洲列国宫廷之间，这种现象持续到了公元13世纪。最早的游吟诗人产生于法国南部普罗旺斯，流传下来的有姓名的诗人有数百之多，但存留的作品很少。已知的第一位行吟诗人是克雷蒂安·德·特鲁瓦。13世纪初很多普罗旺斯诗人流亡国外，把抒情诗传统带到意大利，推动了文艺复兴时期诗歌的发展。此时德国抒情诗的主要形式是“恋歌”,是一种以爱为主题，描述骑士与贵族小姐虚构的浪漫关系的抒情诗。:224恋歌最初模仿法国行吟诗人的抒情诗，但后来形成了自己的风格。:225中世纪也出现了大量的加利西亚-葡萄牙抒情诗。
意大利式十四行诗形成于公元11世纪，“十四行诗”一名来源于意大利诗人弗朗切斯科·彼特拉克。1327年，一位名为劳拉的女士在亚维农的Sainte-Claire教堂里出演 Rime sparse（“离散的旋律”）的身影，激起了他持续很久的创作冲动。后来的那些沿袭他风格的文艺复兴诗人把这366首诗的合集称为《歌本》。这个作品成为了中世纪宫廷爱情诗与文艺复兴初期爱情抒情诗中登峰造极的作品。十四行诗诗人有贾科莫·达·伦蒂尼等，但丁·阿利吉耶里在他的诗集《新生》也使用了十四行诗的形式。

#### 16世纪

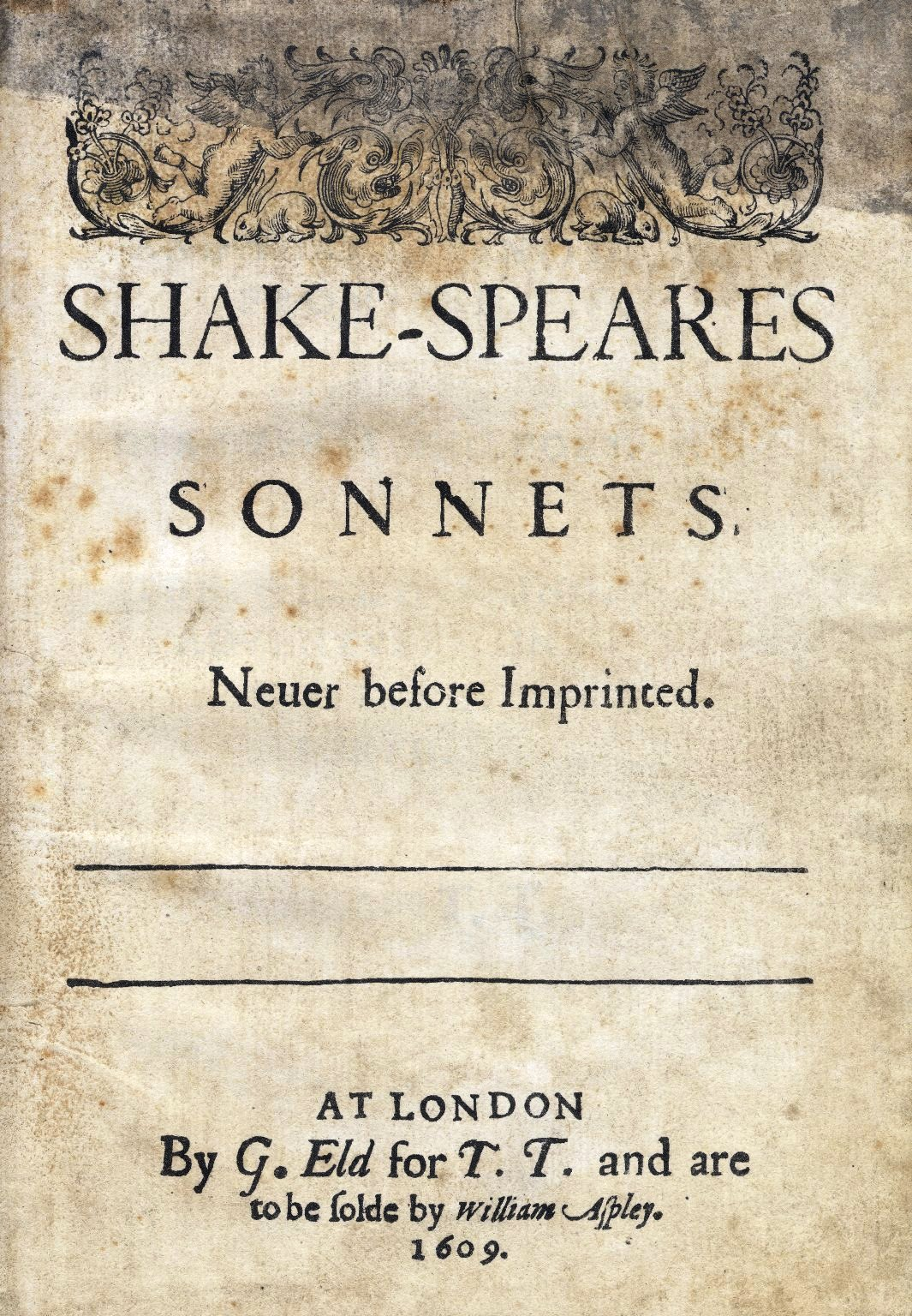
威廉·莎士比亚《十四行诗》

16世纪，意大利十四行诗传入英国，出现了埃德蒙·斯宾塞与威廉·莎士比亚等著名诗人。此时期的托马斯·坎皮恩是著名的英国鲁特琴歌作曲家。法国出现了七星诗社，七星诗社的诗人力图按照希腊和拉丁语典范把法语和法国文学从中世纪的遗风中解放出来。他们推崇古典时期的抒情诗作家品达、贺拉斯和奥维德等。七星诗社诗人中最著名的是比埃尔·德龙沙和约阿希姆·杜·贝莱，后者的《保卫与发扬法兰西语言》成为七星诗社的宣言。而西班牙则出现了抒情的祈祷诗。著名诗人有十字若望、亚维拉的德兰和洛佩·德·维加等等。路易·德賈梅士也被认为是此时期最伟大的葡萄牙抒情诗人。

#### 17世纪
17世纪的英国诗歌中，抒情诗占主导地位。此时期的抒情诗很简短，很少讲述一个故事，一般是在表达作者热烈的情感。著名诗人有约翰·多恩和安德鲁·马维尔等。
此时期德国抒情诗作者有马丁·奥皮茨。

#### 18世纪
18世纪英国与法国的抒情诗衰落。在英国的咖啡店与法国的沙龙等充满文学气氛的地方，人们不再讨论抒情诗。 但此时期英国仍然有抒情诗诗人，如奧立佛·高德史密斯、威廉·古柏和罗伯特·伯恩斯等。德国抒情诗人有弗里德里希·席勒、约翰·沃尔夫冈·冯·歌德和诺瓦利斯等。

#### 19世纪

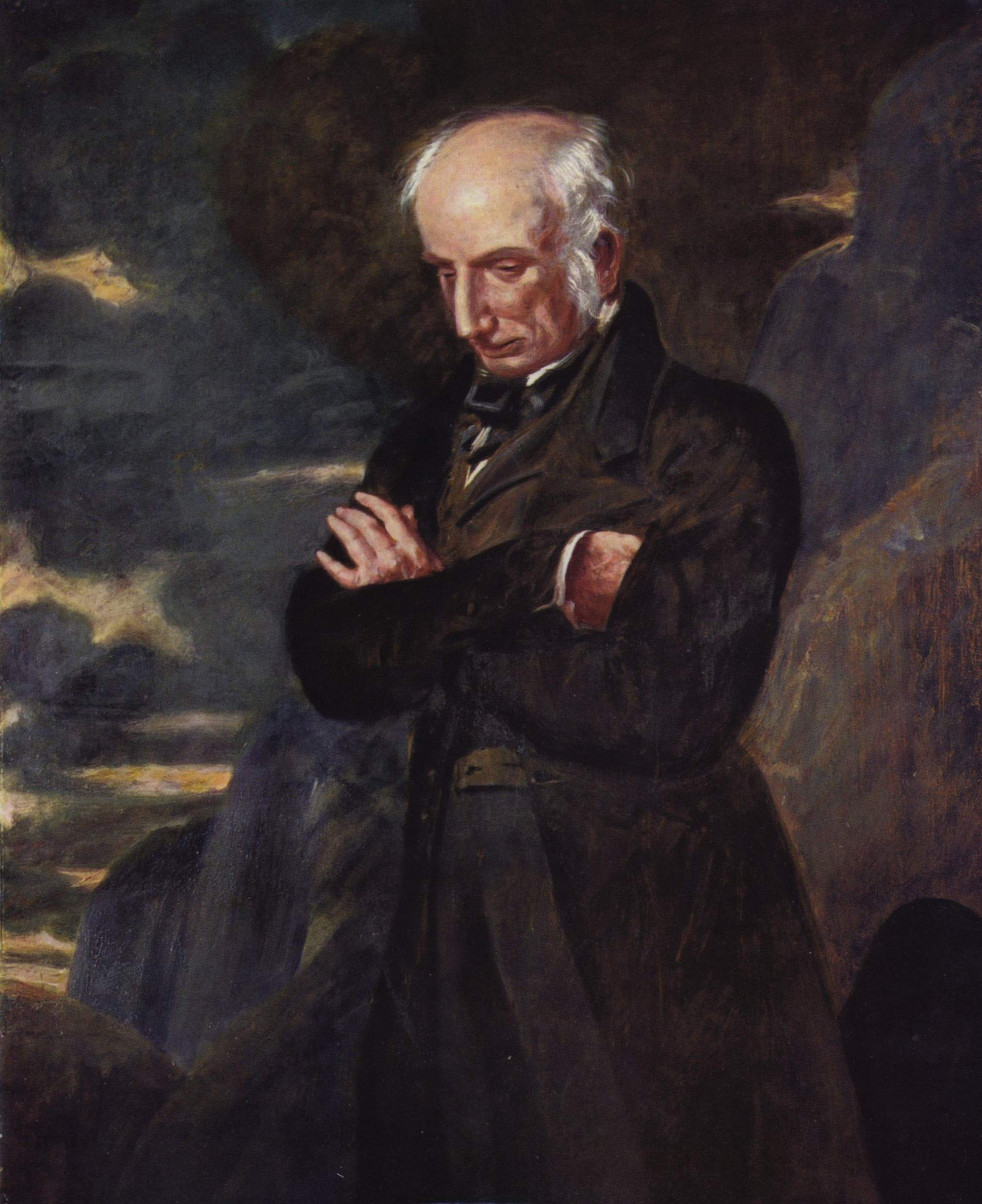
威廉·华兹华斯肖像画。本杰明·海登画于1842年

在19世纪，抒情诗重新成为主要的诗歌，并被看做诗歌的代名词。 此时期的抒情诗使用第一人称来表达作者在特定时刻的想法与感受。这些个人感受通常很激烈。
英国的著名抒情诗诗人有拜伦勋爵、珀西·比希·雪莱、约翰·济慈和塞缪尔·泰勒·柯勒律治等。十四行诗在英国又重新流行，诗人有威廉·华兹华斯等。维多利亚时代的抒情诗比浪漫抒情诗相比，更具自我意识，语言较保守。著名诗人有丁尼生和克里斯蒂娜·罗塞蒂等。1830年至1890年，抒情诗在德国广大读者中流行，抒情诗作品印量巨大。 匈牙利马克思主义哲学家和文艺批评家捷尔吉·卢卡奇认为，从该时期德国抒情诗人约瑟夫·弗赖赫尔·冯·艾兴多尔夫的诗句中可看出德国传统民谣中的浪漫主义的复兴。这一复兴由约翰·沃尔夫冈·冯·歌德与约翰·哥特弗雷德·赫尔德开创。布伦塔诺和阿尔尼姆收集了无名氏的诗，并集结成诗集《少年魔法号角》的行为也促进了这一复兴。在18世纪灭亡后，法国抒情诗又于19世纪复活。 抒情诗成为这个时期法国诗歌的主导，在这个时期涌现出的法国抒情诗人有馬拉美、阿蒂尔·兰波和保尔·魏尔伦等。德国马克思主义文学评论家、哲学家瓦尔特·本雅明认为夏尔·波德莱尔是欧洲最后一个抒情诗人中的典范。18世纪至19世纪初，俄罗斯抒情诗兴起，著名诗人有亚历山大·谢尔盖耶维奇·普希金等。这一时期西班牙抒情诗人有何赛·德·埃斯普龙塞达和罗萨莉娅·德·卡斯特罗等，瑞典浪漫主义抒情诗诗人有皮尔·丹尼尔·莫扎特·阿特鲁姆等，而意大利抒情诗人有贾科莫·莱奥帕尔迪等。19世纪末至20世纪意大利抒情诗人有加布里埃尔·邓南遮等，德国则有莱纳·玛利亚·里尔克等。在19世纪，美国的抒情诗人有沃尔特·惠特曼与艾米莉·迪金森等人。华特·惠特曼是美国文坛中最伟大的诗人之一，有自由诗之父的美誉。艾米莉·迪金森诗风凝炼，比喻尖新，常置格律以至语法于不顾。

#### 20世纪
20世纪早期的抒情诗讲究押韵，表达诗人的感情。此时期的抒情诗诗人主要是美国与英国人；英国乔治五世时期，爱德华·加勒德·马什编辑了《乔治诗集》，其中包括沃尔特·德·拉·马雷和埃德蒙·布伦登等抒情诗人的作品；美国此时期著名抒情诗人则有弗罗斯特，他素有“新英格兰田园诗人”之称。20世纪上半叶，意大利三位抒情诗人朱塞培·翁加雷蒂、萨尔瓦托雷·夸西莫多与埃乌杰尼奥·蒙塔莱为“隐逸派”代表人物，隐逸派侧重想象，借助隐喻与意象来建立艺术形象，以表达诗人复杂的主观感觉。其诗讲究韵律，追求音乐性。而西班牙抒情诗人则有费德里戈·加西亚·洛尔卡。二战后，新批评主张抒情诗要注重押韵与分节，并支持传统抒情诗温和的个人情感表达。20世纪50年代与60年代，自白诗出现，内容是自传体，题材包括精神疾病、性、自杀。著名自白诗人有安妮·塞克斯顿、希薇亚·普拉斯和罗伯特·洛厄尔等。

## 延伸阅读
中文
- 朱维之, 雷石榆, 梁立基. .   [2013-08-13]. （原始内容存档于2022-04-11）.
- 袁行霈, 聂石樵, 李炳海. . 北京: 高等教育出版社. 1992: 632  [2013-07-14]. ISBN 9787040164794. （原始内容存档于2013-10-04）.

英文
- Wilhelm,  James J., Lyrics of the Middle Ages : an anthology （页面存档备份，存于）, New York : Garland Pub., 1990. ISBN 0-8240-7049-6